# Coppa d'Etiopia
La Coppa d'Etiopia (in amarico: የኢትዮጵያ ዋንጫ) è una competizione calcistica etiope a eliminazione diretta, istituita nel 1945.

## Albo d'oro

### 1945-1997
- 1945:  BMME (Addis Abeba)
- 1946:  Defence (Addis Abeba)
- 1947:  Polisportiva (Addis Abeba)
- 1948:  Mekuria (Body Guard) (Addis Abeba)
- 1949:  Defence (Addis Abeba)
- 1950:  Defence (Addis Abeba)
- 1951:  Defence (Addis Abeba)
- 1952:  St. George (Addis Abeba)
- 1953:  St. George (Addis Abeba)
- 1954:  Defence (Addis Abeba)
- 1955:  Defence (Addis Abeba)
- 1956:  Defence (Addis Abeba)
- 1957:  St. George (Addis Abeba)
- 1958:  Mekuria (Body Guard) (Addis Abeba)
- 1959:  Omedla (Addis Abeba) (Police)
- 1960:  Nib (Debre Zeit; Air Force) (Air Force)
- 1961-69: non disputata
- 1970:  Asmara (Asmara)
- 1971:  EEPCO (Addis Abeba)
- 1972:  EEPCO (Addis Abeba)
- 1973:  St. George (Addis Abeba)
- 1974:  St. George (Addis Abeba)
- 1975:  Defence (Addis Abeba)
- 1976:  EEPCO (Addis Abeba)
- 1977:  St. George (Addis Abeba)
- 1978:  Omedla (Addis Abeba)
- 1979: non disputata
- 1980:  Ermejachen (Addis Abeba)
- 1981:  Red Sea (Eritrea)
- 1982:  Defence (Addis Abeba)
- 1983:  Red Sea (Eritrea)
- 1984:  Eritrea Shoes (Eritrea)
- 1985:  Eritrea Shoes (Eritrea)
- 1986:  Building Construction (Addis Abeba)
- 1987:  Eritrea Shoes (Eritrea)
- 1988:  Ethiopian Coffee (Addis Abeba)
- 1989: non disputata
- 1990:  Defence (Addis Abeba)
- 1991: non disputata
- 1992: non disputata
- 1993:  St. George (Addis Abeba)
- 1994:  Muger Cement (Adama)
- 1995:  Insurance (Addis Abeba)
- 1996:  Awassa Flour Mill (Awassa)
- 1997:  Wolayta Toussa (Awassa)

### Dal 1998
| Stagione | Campione             | Risultato     | Finalista            |
| -------- | -------------------- | ------------- | -------------------- |
| 1997-98  | Ethiopian Coffee     | 4-2           | St. George           |
| 1998-99  | St. George           |               | Ethiopian Coffee     |
| 1999-00  | Ethiopian Coffee     | 2-1           | Awassa City          |
| 2000-01  | EEPCO                | 2-1           | Guna Trading         |
| 2001-02  | Insurance            | 0-0 (6-3 dtr) | EEPCO                |
| 2002-03  | Ethiopian Coffee     | 2-0           | EEPCO                |
| 2003-04  | CBE SA               | 1-0           | Ethiopian Coffee     |
| 2004-05  | Awassa City          | 2-2 (dtr)     | Muger Cement         |
| 2005-06  | Defence (Mekelakeya) | 1-0           | Ethiopian Coffee     |
| 2006-07  | Harrar Beer Botling  |               |                      |
| 2007-08  | Ethiopian Coffee     | 2-1           | Awassa City          |
| 2008-09  | non disputata        | non disputata | non disputata        |
| 2009-10  | Dedebit              | 2-0           | St. George           |
| 2010-11  | St. George           | 3-1           | Muger Cement         |
| 2011-12  | non disputata        | non disputata | non disputata        |
| 2012-13  | Defence (Mekelakeya) | 0-0 (4-2 dtr) | St. George           |
| 2013-14  | Dedebit              |               |                      |
| 2014-15  | Defence              | 2-0           | Awassa City          |
| 2015-16  | Defence (Mekelakeya) | 1-1 (4-3 dtr) | St. George           |
| 2016-17  | Welayta Dicha        | 1-1 (4-3 dtr) | Defence (Mekelakeya) |
| 2017-18  | Defence (Mekelakeya) | 0-0 (3-2 dtr) | St. George           |
| 2018-19  | Fasil Kenema         | (dtr)         | Awassa City          |
| 2019-20  | edizione cancellata  |               |                      |

## Vittorie per squadra
| Squadra                     | Città       | Vittorie | Anni                                                                               |
| --------------------------- | ----------- | -------- | ---------------------------------------------------------------------------------- |
| Defence                     | Addis Abeba | 14       | 1946, 1949, 1950, 1951, 1954, 1955, 1956, 1975, 1982, 1990, 2006, 2013, 2015, 2018 |
| St. George                  | Addis Abeba | 10       | 1952, 1953, 1957, 1973, 1974, 1977, 1993, 1999, 2011, 2016                         |
| Ethiopian Coffee            | Addis Abeba | 5        | 1988, 1998, 2000, 2003, 2008                                                       |
| EEPCO                       | Addis Abeba | 4        | 1971, 1972, 1976, 2001                                                             |
| Eritrea Shoes               | Eritrea     | 3        | 1984, 1985, 1987                                                                   |
| Insurance (Medhin)          | Addis Abeba | 2        | 1995, 2002                                                                         |
| Mekuria (Body Guard)        | Addis Abeba | 2        | 1948, 1958                                                                         |
| Omedla                      | Addis Abeba | 2        | 1959, 1978                                                                         |
| Key Baher                   | Eritrea     | 2        | 1981, 1983                                                                         |
| Dedebit                     | Addis Abeba | 2        | 2010, 2014                                                                         |
| Asmara                      | Asmara      | 1        | 1970                                                                               |
| Awassa Flour Mill           | Awassa      | 1        | 1996                                                                               |
| Awassa City                 | Awassa      | 1        | 2005                                                                               |
| CBE SA                      | Addis Abeba | 1        | 2004                                                                               |
| BMME                        | Addis Abeba | 1        | 1945                                                                               |
| Building Construction       | Addis Abeba | 1        | 1986                                                                               |
| Ermejachen                  | Addis Abeba | 1        | 1980                                                                               |
| Fasil Kenema                | Gondar      | 1        | 2019                                                                               |
| Harrar Beer Botling         | Harar       | 1        | 2007                                                                               |
| Muger Cement                | Adama       | 1        | 1994                                                                               |
| Nib (Debre Zeit; Air Force) |             | 1        | 1960                                                                               |
| Polisportiva                | Addis Abeba | 1        | 1947                                                                               |
| Wolayta Toussa              | Awassa      | 1        | 1997                                                                               |
| Welayta Dicha               | Sodo        | 1        | 2017                                                                               |